# Lagtingsvalget 1990
Lagtingsvalget på Færøerne 1990 blev afholdt den 17. november 1990.

## Resultater
| Parti                            | Tilslutning | Tilslutning | Mandater |
| Parti                            | Stemmer     | Procent     | Mandater |
| -------------------------------- | ----------- | ----------- | -------- |
| Javnaðarflokkurin                | 7 805       | 27,5        | 10       |
| Fólkaflokkurin                   | 6 234       | 21,9        | 7        |
| Sambandsflokkurin                | 5 367       | 18,9        | 6        |
| Tjóðveldisflokkurin              | 4 178       | 14,7        | 4        |
| Sjálvstýrisflokkurin             | 2 489       | 8,8         | 3        |
| Kristiligi Fólkaflokkurin        | 1 681       | 5,9         | 2        |
| Sosialistiski Loysingarflokkurin | 666         | 2,3         | 0        |

## Eksterne links
- Hagstova Føroya — Íbúgvaviðurskifti og val (Færøsk statistik)

| Portal | Portal:Færøerne |